# زونگیانسور
زونگیانساروس (نام علمی: Zhongyuansaurus) نام یک سرده از راسته پرنده‌کفلان است.